# Mesh-ki-ang-gasher
Mesh-ki-ang-gasher, según la Lista Real Sumeria,fue el primer rey de la primera dinastía de Uruk, antigua urbe mesopotámica. Creó una dinastía rival de Kish en Uruk (o Unug, o Erech, u Orchoë) fundando la I dinastía de la ciudad. Él y sus hijos se nombraban a sí mismos con el título de "En", un cargo que otorgaba no sólo las más altas labores administrativas y políticas, sino también convertía al rey en sumo sacerdote.
A Meskianggasher se le conoce por la inscripción: "Meskianggasher ganó al mar y desapareció en las montañas". Este rey se apoderó del territorio situado entre el mar Mediterráneo y los montes Zagros, con lo cual quizá esta frase significa que pretendió llegar hasta Chipre, o que alcanzó el mar Mediterráneo en sus campañas y luego conquistó hasta los Zagros, donde quizás fallecería. Vivió entre los siglos XXIX a. C. y XXVIII a. C.